# Callitriche
- Commons
- Wikispecies

Callitriche L. é um género botânico pertencente à família Plantaginaceae.

## Espécies
Atualmente há 63 espécies confirmadas:
- Callitriche alata A.I.Baranov & Skvortsov
- Callitriche albomarginata Fassett
- Callitriche anisoptera Schotsman
- Callitriche antarctica Engelm. ex Hegelm.
- Callitriche aucklandica R.Mason
- Callitriche bolusii Schönland & Pax ex Marloth
- Callitriche brachycarpa Hegelm.
- Callitriche brevistyla Lansdown
- Callitriche brutia Petagna
- Callitriche christensenii Christoph.
- Callitriche compressa N.E.Br.
- Callitriche cophocarpa Sendtn.
- Callitriche cribrosa Schotsman
- Callitriche cycloptera Schotsman
- Callitriche deflexa A.Braun ex Hegelm.
- Callitriche fassettii Schotsman
- Callitriche favargera Schotsman
- Callitriche fehmedianii Majeed Kak & Javeid
- Callitriche fuscicarpa Lansdown
- Callitriche glareosa Lansdown
- Callitriche hamulata Kütz. ex W.D.J.Koch
- Callitriche hedbergiorum Schotsman
- Callitriche hermaphroditica L.
- Callitriche heterophylla Pursh
- Callitriche heteropoda Engelm. ex Hegelm.
- Callitriche hybrida E.H.L.Krause
- Callitriche japonica Engelm. ex Hegelm.
- Callitriche keniensis Schotsman
- Callitriche lechleri (Hegelm.) Fassett
- Callitriche lenisulca Clavaud
- Callitriche longipedunculata Morong
- Callitriche lusitanica Schotsman
- Callitriche mandonis Van Heurck & Müll.Arg.
- Callitriche marginata Torr.
- Callitriche mathezii Schotsman
- Callitriche mouterdei Schotsman
- Callitriche muelleri Sond.
- Callitriche nafiolskyi Warb. & Eig
- Callitriche nubigena Fassett
- Callitriche nuttallii Torr.
- Callitriche obtusangula Le Gall ex Hegelm.
- Callitriche occidentalis Hegelm.
- Callitriche oreophila Schotsman
- Callitriche palustris L.
- Callitriche peploides Nutt.
- Callitriche petriei R.Mason
- Callitriche platycarpa Kütz.
- Callitriche pulchra Schotsman
- Callitriche quindiensis Fassett
- Callitriche raveniana Lansdown
- Callitriche regis-jubae Schotsman
- Callitriche rimosa Fassett
- Callitriche sonderi Hegelm.
- Callitriche stagnalis Scop.
- Callitriche stenoptera Lansdown
- Callitriche terrestris Raf.
- Callitriche transvolgensis Tzvelev
- Callitriche trochlearis Fassett
- Callitriche truncata Guss.
- Callitriche umbonata Hegelm.
- Callitriche vigens K.Martinsson
- Callitriche vulcanicola Schotsman
- Callitriche wightiana Wall. ex Wight & Arn.

## Classificação do gênero
| Sistema | Classificação                    | Referência               |
| ------- | -------------------------------- | ------------------------ |
| Linné   | Classe Monoecia, ordem Monandria | Species plantarum (1753) |
| Linné   | Classe Monandria, ordem Digynia  | Genera plantarum (1754)  |